# XVII Brygada Kawalerii
XVII Brygada Kawalerii (XVII BK) – brygada kawalerii Wojska Polskiego II RP.

## Historia brygady
XVII BK została sformowana w 1924 roku, w wyniku pokojowej reorganizacji wielkich jednostek jazdy. W tym okresie zmieniono również terminologię. Słowo „jazda” zamieniono na „kawaleria”. Brygada wchodziła w skład 4 Dywizji Kawalerii, a jej dowództwo stacjonowało w garnizonie Hrubieszów.
W latach 1929–1930 przeprowadzona została reorganizacja kawalerii. W jej ostatnim etapie 28 marca 1930 roku rozwiązana została 4 Dywizja Kawalerii, a XVII BK została usamodzielniona i przemianowana na 17 Brygadę Kawalerii, chociaż w jej nazwie nie użyto przymiotnika „samodzielna”. Była też nazywana Brygadą Kawalerii „Hrubieszów”.
W marcu 1937 roku brygada została rozformowana. 24 pułk ułanów wszedł w skład 10 Brygady Kawalerii i został przeformowany w jednostkę zmotoryzowaną z zachowaniem dotychczasowej nazwy. 2 pułk strzelców konnych podporządkowany został dowódcy Wołyńskiej Brygady Kawalerii.

## Organizacja pokojowa brygady
- dowództwo XVII Brygady Kawalerii w Hrubieszowie
- 24 pułk ułanów w Kraśniku
- 2 pułk strzelców konnych w Hrubieszowie

## Obsada personalna dowództwa brygady
Dowódcy brygady
- płk SG Jan Kubin (1 VI - 30 XI 1924 → dowódca 3 SBK)
- płk kaw. Henryk Budkowski (31 XII 1924 - 31 III 1927 → członek OTO)
- płk kaw. Konrad Piekarski (31 X 1927 - 14 II 1929 → dyspozycja dowódcy OK VI)
- płk kaw. Zygmunt Piasecki (12 III 1929 - 31 III 1930 → dowódca 5 SBK)
- płk kaw. Stefan Hanka-Kulesza (31 III 1930 - IV 1937 → zastępca dowódcy Kres. BK)

Szefowie sztabu
- rtm. dypl. Mikołaj Iznoskoff (28 I 1931[1][2] – XII 1932 → dowódca szwadronu w 2 psk[3])
- rtm. dypl. Stanisław Horwatt (7 XII 1932[3] – VI 1934 → 8 psk[4])
- rtm. / mjr dypl. kaw. Romuald Stankiewicz (od VI 1934[4])